# Омофор

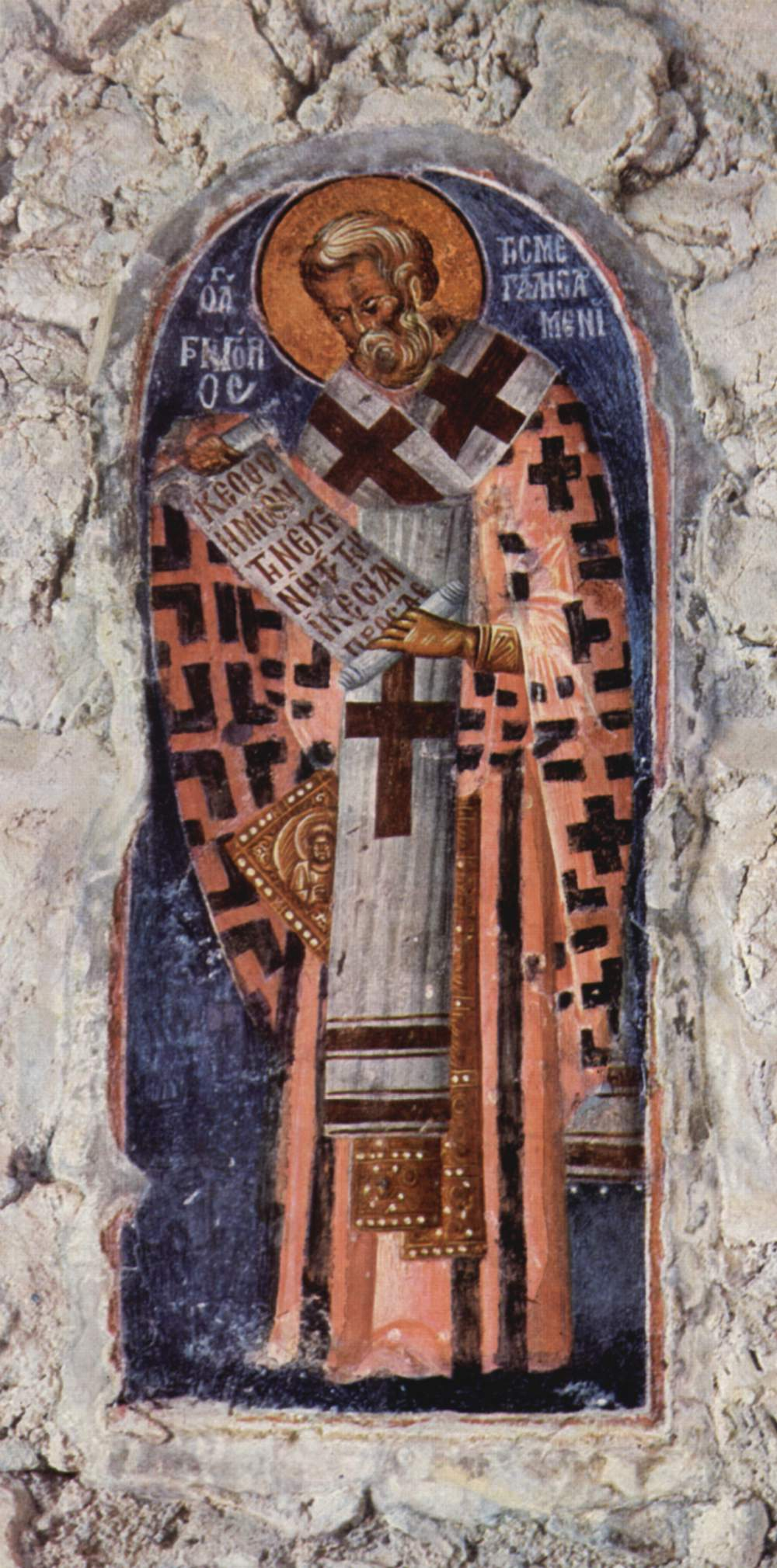
Фреска 14 століття, де зображений св. Григорій Богослов у білому омофорі

Омофо́р (грец. ὠμοφόριον — від ὦμος — «плече, рамено» + φόρος — «несучий»), також нара́мник, нараме́нник — довгий, широкий і стрічкоподібний плат, прикрашений хрестами, що є частиною богослужбового вбрання (облачення) єпископа. Виробляють омофор, як правило, з вовни.

## Використування

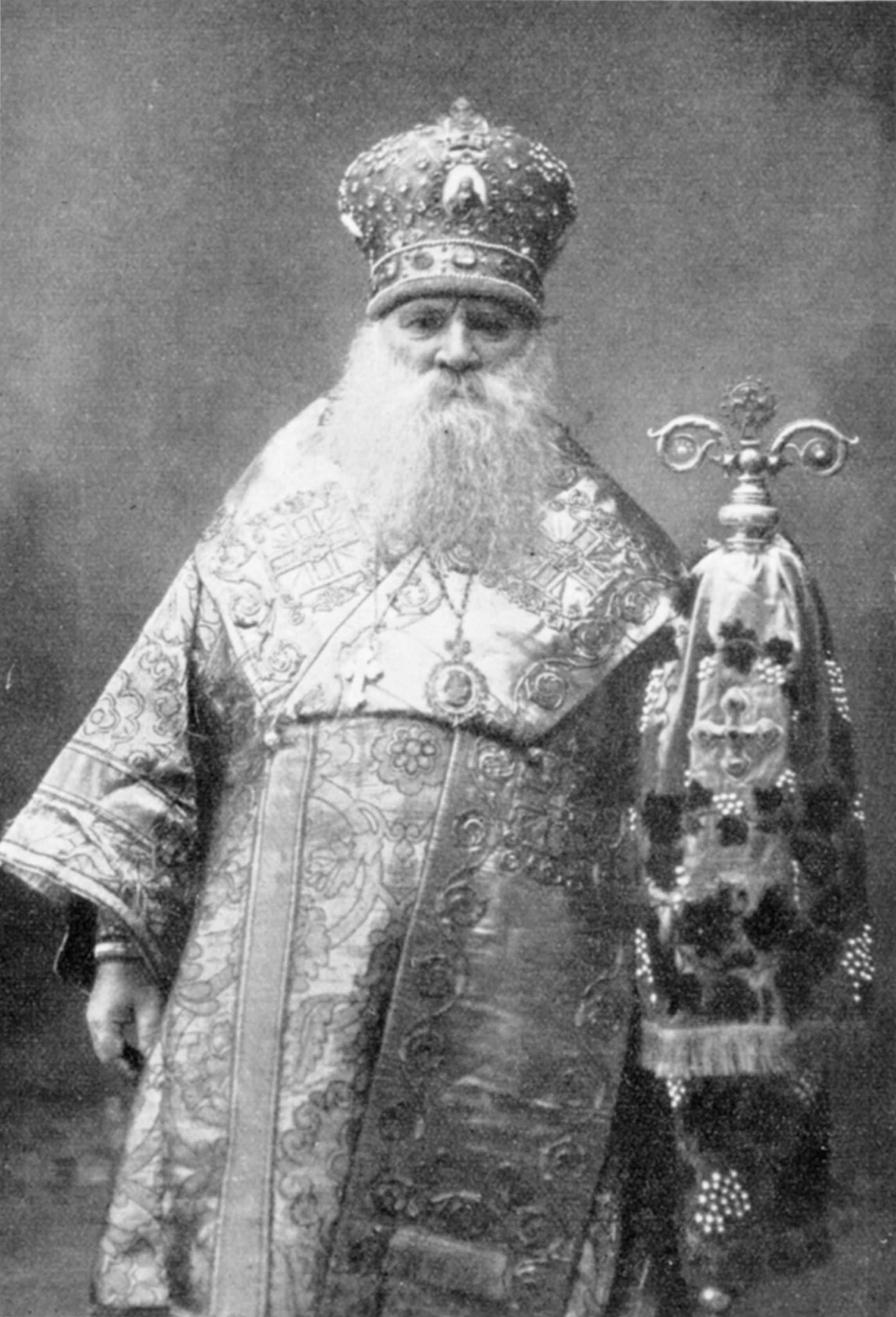
Митрополит Василь (Липківський) в омофорі, 1921

Прикрашається хрестами й покладається на плечі архієрея поверх сакоса, як нагадування про необхідність піклуватись про спасіння заблудлих, як добрий пастир (Ісус Христос) у Євангелії, знайшовши пропалу вівцю (грішника), несе її на своїх плечах додому до спасіння. Тобто омофор символізує роль духовного пастиря — священника як ікони Ісуса Христа. Також омофор зображає благодатні дари архієрея як священнослужителя; тому без омофору (як і ієрей без єпитрахилі), архієрей не може священнодіяти.
Існують великий та малий омофори.
- Великий омофор — довга широка стрічка із зображеннями хрестів; огинаючи шию, спускається одним кінцем на груди, іншим — на спину.
- Малий омофор — широка стрічка із зображеннями хрестів, спускається обома кінцями на груди, попереду зшита або закріплена ґудзиками. Архієрей здійснює всі богослужіння у малому омофорі, окрім літургії, що здійснюється в великому омофорі.